# Комендантский аэродром
Коменда́нтский аэродро́м — бывший гражданский и военный аэродром, располагавшийся на территории современного Приморского района Санкт-Петербурга.

## История
В прошлом на этом месте находилась так называемая Комендантская дача, то есть большой участок земли, который был в ведении коменданта Петропавловской крепости.
Комендантский аэродром был сооружён в 1910 году в северо-западном пригороде Петербурга, в Коломягах (пригородный Новодеревенский участок) западнее Удельного ипподрома и платформы Скачки Приморской железной дороги. Для сбора средств на его сооружение было создано товарищество «Крылья», по названию которого аэродром иногда именуется в современных источниках: аэродром «Крылья»:

У нас в Петербурге имеется довольно хорошо оборудованный аэродром «Крылья» на Комендантском поле в Коломягах, военные аэродромы — на Корпусном шоссе, между Балтийской и Варжавской ж.д., и в Гатчине, ничем не огороженный, но снабжённый рядом сараев, принадлежащих разным лицам.— Военная энциклопедия т-ва Сытина, Т. III, С.305–306
На аэродроме «Крылья» проводились праздники воздухоплавания, испытывались и осваивались различные типы аэропланов, как русских, так и зарубежных. С Комендантского аэродрома совершил первый перелёт в Кронштадт авиатор Г. В. Пиотровский. В 1910 году авиаторы Лев Мациевич и Михаил Ефимов осуществили первые ночные полёты.
В сентябре 1910 года на Комендантском аэродроме прошёл Первый Всероссийский праздник воздухоплавания. В ходе показательного полёта Л. М. Мациевич выпал из пилотируемого им «Фармана» и погиб на глазах тысяч зрителей. В 1912 году на месте гибели капитана Мациевича был установлен памятный камень по проекту архитектора И. А. Фомина.
Осенью 1911 года с аэродрома в Коломягах авиатор Е. В. Руднев и механик С. Плотников осуществили перелёт Петербург — Гатчина. В том же году с Комендантского аэродрома стартовали участники первого в России группового перелёта Петербург — Москва. Над полем аэродрома проводил испытания изобретатель авиационного ранцевого парашюта Глеб Евгеньевич Котельников. В годы Первой мировой войны (1914—1918) аэродром использовался как военный.
В начале 1920-х годов на Комендантском аэродроме базировалась эскадрилья истребителей. В 1930-1950-х годах аэродром был учебной и испытательной базой советских ВВС. В частности, в 1930-х годах авиаконструктор Н. Н. Поликарпов испытывал здесь истребители серии «И».
В годы блокады Ленинграда (1941–1944) аэродром использовался как база для полков истребительной авиации и для приёма транспортных самолётов, перевозивших грузы и людей. Аэродром использовался транспортной авиацией и после войны, вплоть до 1950-х годов. В 1963 году полёты были прекращены, в начале 1970-х годов территория бывшего аэродрома стала зоной массового жилищного строительства.

## Память
Память об аэродроме сохранена в названии исторического района Санкт-Петербурга и в названиях многих магистралей: проспект Авиаконструкторов, Аэродромная улица, проспект Испытателей, аллея Котельникова, Серебристый бульвар, площадь Льва Мациевича, площадь Сикорского, Парашютная улица, улица Марка Галлая и другие. В гимназии № 66 находится музей Комендантского аэродрома.

## В литературе
В доме на Комендантском аэродроме живут герои романа "Лавра" Елены Чижовой. 

Нас было трое, собравшихся во имя Его в одном окраинном доме, который выбивался из ряда собратьев своей особенной, почти неправдоподобной протяженностью. Вряд ли кто-нибудь, кроме строителей, взявших на себя труд пересчитать его парадные, мог назвать их число; количество же квартир, соединенных в парадные блоки, легко достигало полутора тысяч. Об этом говорили номера, выведенные белым на последней из синих плашек. Дом был невысок, всего девять этажей, а потому больше походил на неудавшийся, почти комический небоскреб или башню, поваленную на землю – в сердцах. Этот дом, о котором не хочешь, да скажешь – лежал, выстроили в тупике бывшего Комендантского аэродрома. Дальше начинались Коломяги – нетронутая земля.— Елена Чижова,"Лавра".
Разве что в этом месте нет ни одного дома с таким числом квартир. Больше всего под это описание подходит девятиэтажная "брежнёвка" по адресу: Серебристый бульвар, д. 34 к 1 - 1034 квартир, построенный по проекту 1Лг-600А.